# Tōkai Rika

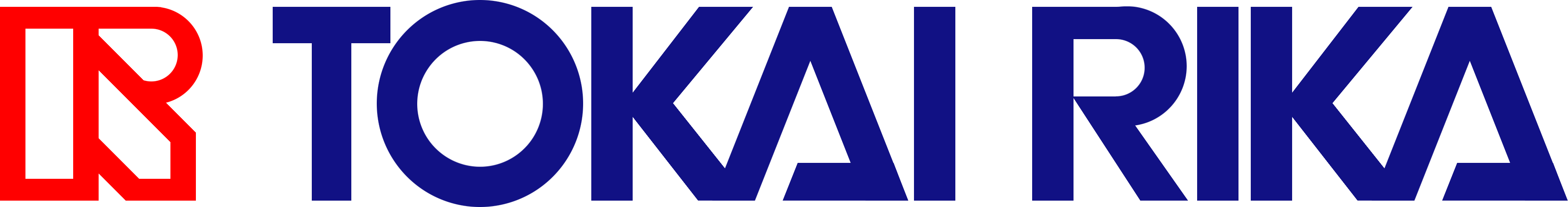
Logotipo da empresa

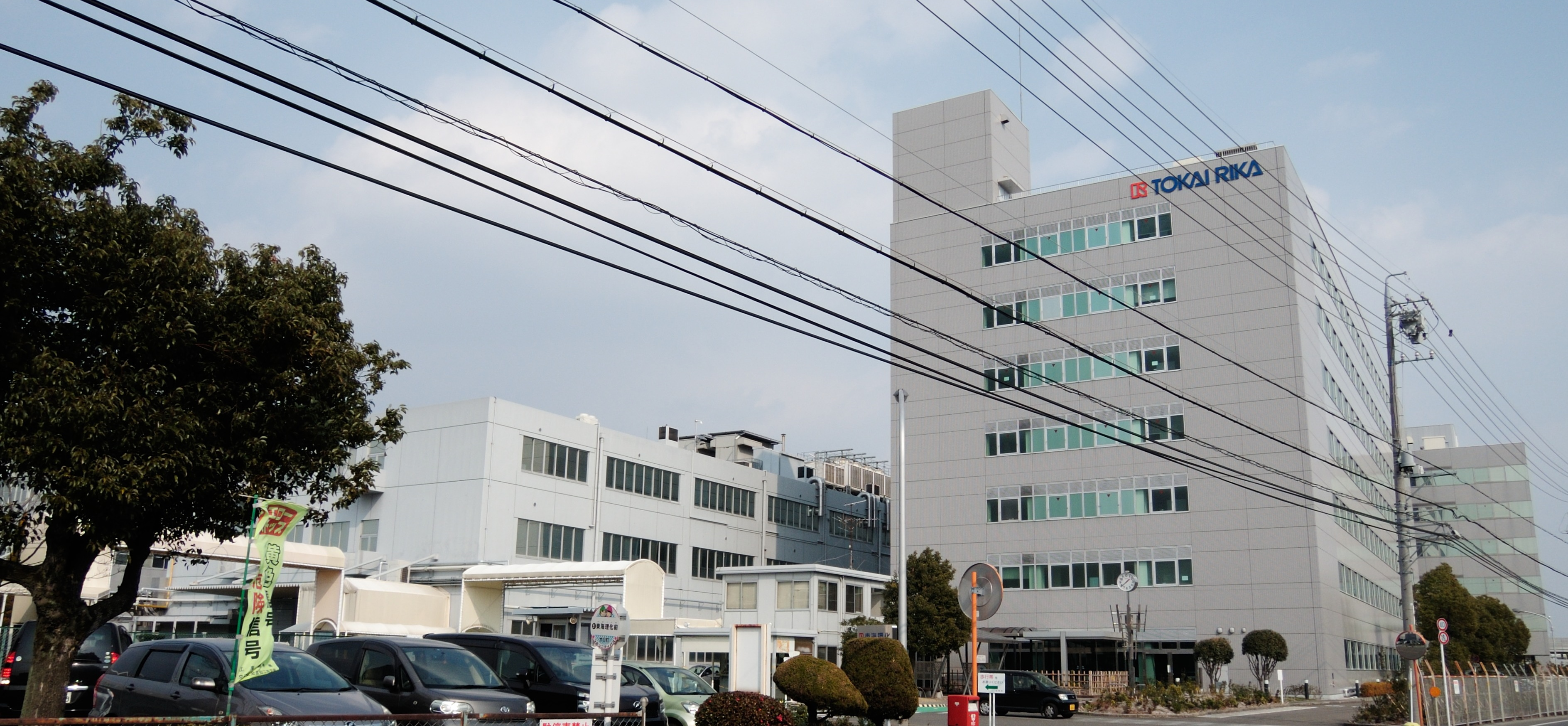
Sede da empresa no Japão.

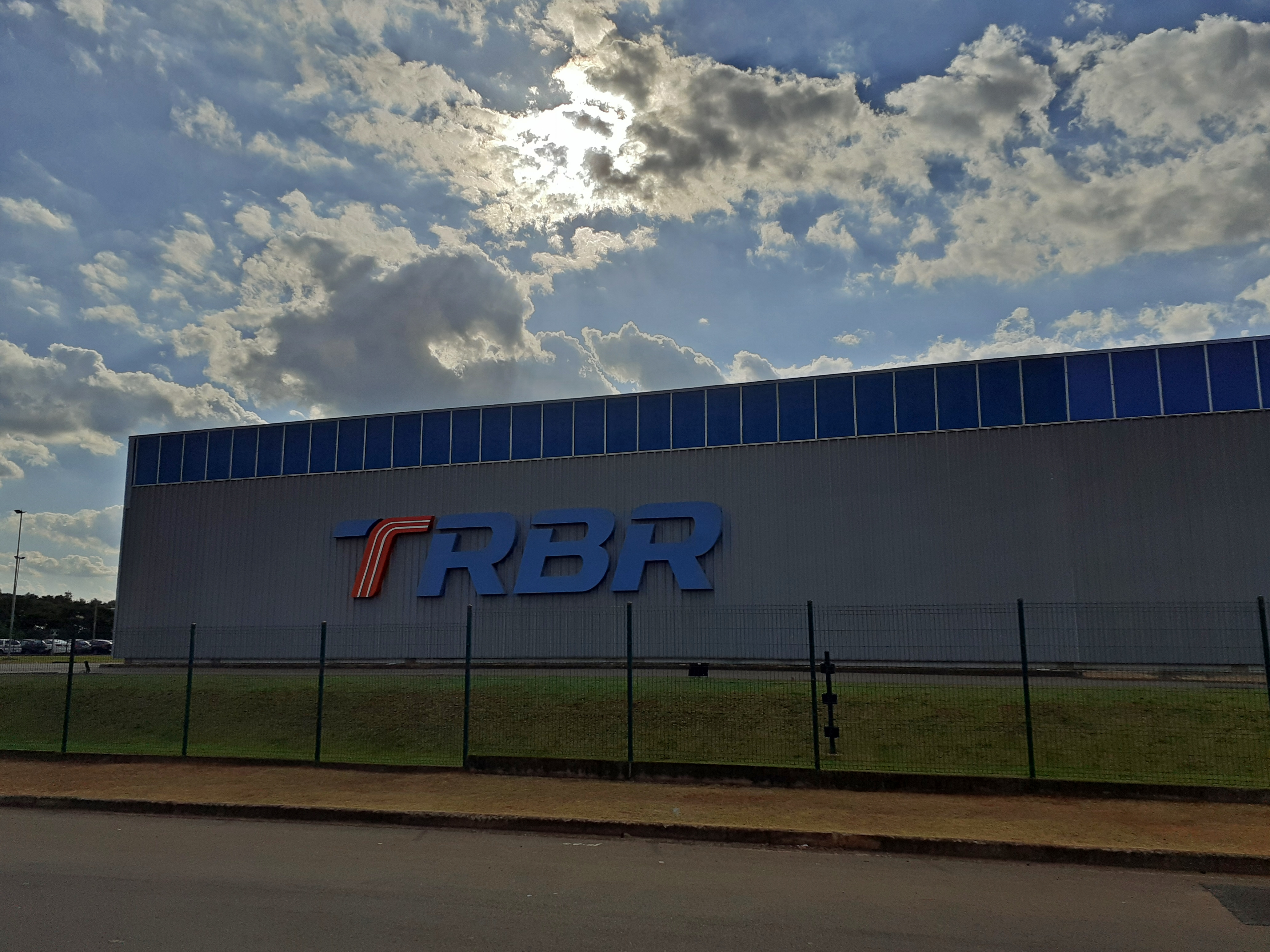
Unidade da empresa em Santa Bárbara d'Oeste.

Tōkai Rika é uma multinacional japonesa de equipamentos automotivos criada em 1948 na cidade de Nagoia. A Toyota controla 31,16% da empresa, segundo dados de 2013. Entre seus principais produtos estão alavanca de câmbio automático e alavancas de comando multifuncionais, painel de controle de ar condicionado, painel de acionamento de vidro elétrico, calotas e emblemas. Além da Toyota, a empresa tem entre seus clientes Mitsubishi, Nissan, GM, Volkswagen, Volvo, Honda e Ford.

## Presença internacional
Nascido no Japão, atualmente o grupo possui fábricas espalhadas por Brasil, Índia, China, Taiwan, Tailândia, Filipinas, Canadá, Bélgica, República Tcheca, Reino Unido e Estados Unidos.

### Brasil
A empresa começou suas atividades no Brasil em 2001, no município de Pindamonhangaba. Em 2012, transferiu sua fábrica para uma área de 44 mil metros quadrados às margens da Rodovia dos Bandeirantes em Santa Bárbara d'Oeste após um investimento de 40 milhões de reais. A unidade, que foi ampliada em 2015, é a única da empresa localizada na América Latina.

## Controvérsias

### Suspeitas de cartel
Em 2013, a empresa esteve potencialmente envolvida em 2013 em um cartel de sistemas de distribuição elétrica e eletrônica, após investigações também realizadas na Denso e Yazaki.
Em junho de 2017, o Conselho Administrativo de Defesa Econômica (Cade) abriu um processo administrativo contra Autoliv, Takata, Tokai Rika, Toyoda Gosei e ZF/TRW por suposta prática de cartel internacional, com efeitos no Brasil. Segundo o órgão vinculado ao Ministério da Justiça, havia indícios de que as empresas combinavam preços, condições comerciais e descontos em negociações e vendas para as montadoras, além de dividirem o mercado entre elas, impedindo assim a concorrência.